# René Xavier Prinet
René Xavier Prinet (Vitry-le-Francois, Marne; 31 de diciembre de 1861 - Bourbonne-les-Bains, 26 de enero de 1946) fue un pintor e ilustrador francés.

## Datos biográficos
Proveniente de una familia de notables franco comtés (los notarios Prinet originarios de Luxeuil-los-Baños), René-Xavier Prinet es hijo de Henry Prinet (nacido en 1824), fiscal imperial en Vitry-le-François, y el hermano de Gastón Prinet, diplomático. Nombrado en París, Henry Prinet vivió con su familia en la calle Bonaparte a dos pasos de la Escuela de los Beaux-arts, a la que René-Xavier estuvo destinado. Su padre, pintor aficionado (una Virgen a la Niña está conservada en la iglesia de Suaucourt, Alto Saona), está dispuesto a  que sus hijo adquiera una formación artística y le hace recibir los consejos del pintor Louis Charles Timbal,  empleado oficial para las decoraciones de las iglesias de París.
Del lado de su abuela materna, René-Xavier Prinet está emparentado con los pintores de la corte Hubert Drouais (1699-1767) y François-Hubert Drouais (1727-1775).
Hacia 1880, debutó de pintor al ser admitido en el taller del mastro Jean-Léon Gérôme en cuyo estudio trabajó hasta 1885. Se vinculó entonces con los pintores francos-comtois Georges y Lucien Griveau, Antonio de La Gandara, condiscípulos en Bellas Artes, Louis-Auguste Giradot, Félix Desgranges y Jules-Alexis Muenier. En ese tiempo, estudió también en la Academia Julian.
Su cuadro Jésus niño es su primer cuadro aceptado al Salón de los artistas franceses en 1885. Expone en este Salón hasta en 1889.
Se liga a esta época con un grupo de jóvenes pintores llamado la Banda negra : Lucien Simon, André Dauchez, René Ménard y Charles Cottet.
Fue más tarde profesor en la Academia de Bellas Artes de París donde creó y dirigió el primer taller destinado a artistas mujeres.
En 1891, recibió un pedido estatal para la decoración del palacio de la Legión de Honor : Las Cuatro Estaciones. Su proyecto fue aceptado. En el mismo año, expuso en París en la galería Durand-Ruel con Albert Besnard, Jules-Alexis Muenier y Henri Fantin-Latour.
Una de sus obras más conocidas, La Sonate a Kreutzer, se expuso en 1901 en  la exposición « El Arte francés contemporáneo » en  Stuttgart donde fue vendida al príncipe-régent de Baviera.
El año 1904 vio la creación, con Lucien Simon y Antoine Bourdelle, de los talleres de la Academia de la Grande Chaumière.
En 1909, ilustró  el libro La Joven bien educada  de René Boylesve. En 1913, fue nombrado secretario de la Sociedad nacional de Bellas Artes. En esa época viaja a los Estados Unidos, como miembro del jurado de la exposición  #17.º  del Instituto Carnegie a Pittsburgh. Sus cuadros Los Caballeros e Interior de comedor fueron entonces presentados.
Expuso en 1920 con René Ménard, Lucien Simon, Edmond Aman-Jean y Albert Besnard al 1.º Salón de los artistas franceses de Bruselas. El mismo año, expone nuevamente en Pittsburgh.  Realizó la ilustración de la Novela de un Spahi de Pierre Loti.
El escultor Philippe Besnard solicitó en 1922 ser el padrino de su hija Anne-Elisabeth.
Fue elegido en 1943 para integrarse en la Academia de Beaux Arts donde fue el sucesor de Jules-Alexis Muenier.
René-Xavier Prinet murió en su casa de Bourbonne-les-Bains el 26 de enero de 1946. Fue inhumado en el cementerio de esta ciudad.
Bessie Davidson (1879-1965), pintora australiana quien realizó la mayor parte de su obra en Francia, fue su alumna.

## Obra[5]
Prinet ejerció un talento espiritual sobre una pléyade de pintores, manteniendo un lugar distinguido en la sociedad parisiense.
Está reconocido por sus interiores burgueses y sus retratos de grupos (familias Saglio y Desgranges por ejemplo).
Su región de origen, Franco Condado, así como la costa normanda donde estaba ubicada su residencia el « Doble Seis » en Cabourg, le inspiraron paisajes a tonos muy suaves que también lo caracterizan.
Ejecutó algunos cuadros de historia y de leyenda, como la Adoración de los Magos a la basílica Santa-Ferjeux de Besanzón.
Es autor de Iniciación a la pintura en 1935, y de Iniciación al dibujo.
Prinet es igualmente ilustrador de libros, entre los cuales :
- La Joven bien educada de René Boylesve ;
- Eugénie Grandet de Honoré de Balzac ;
- La Novela de un Spahi de Pierre Loti ;
- El Crimen de Sylvestre Bonnard de Anatole France ;
- Mis Prisiones de Silvio Pellico, Henri Laurens editor ;
- Mamá Colibri y el Encantamiento de Henri Bataille.

Obras de René-Xavier Prinet
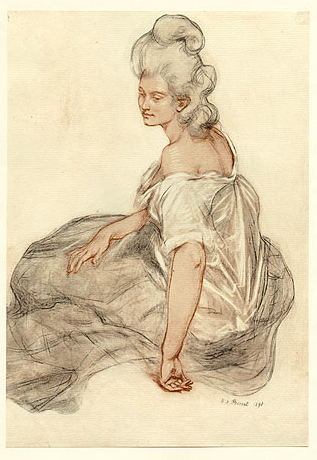
Manon (1897), litografía.
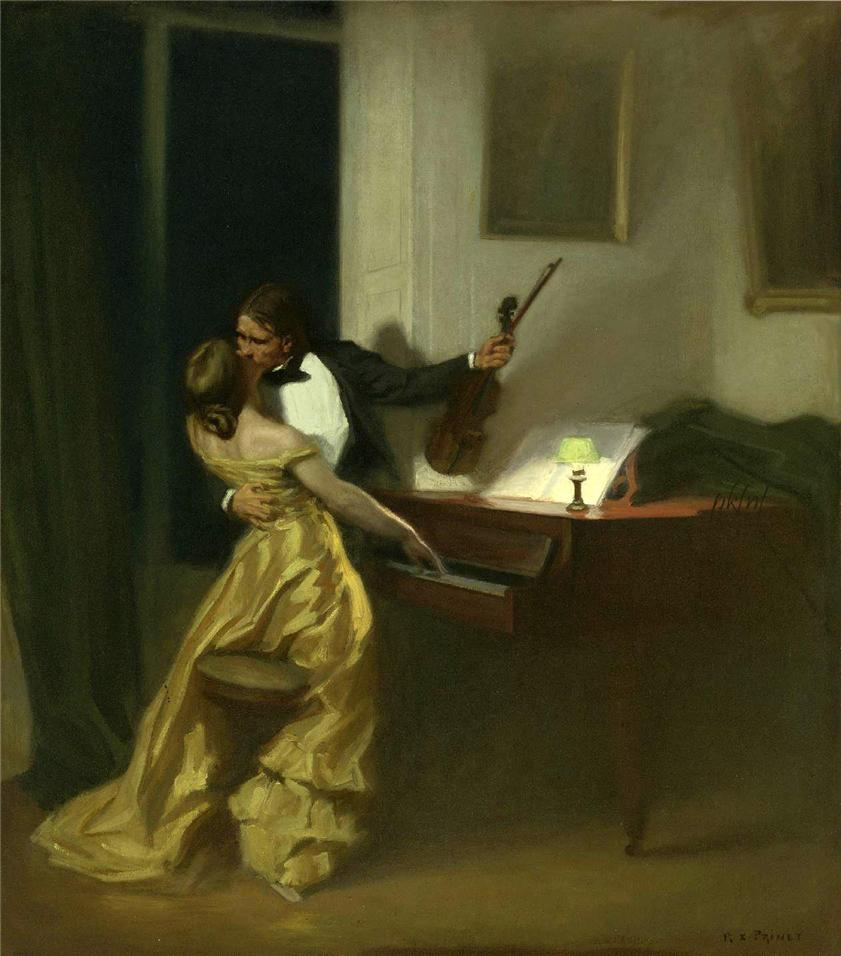
La Sonate a Kreuzer (1901), ubicación desconocida.
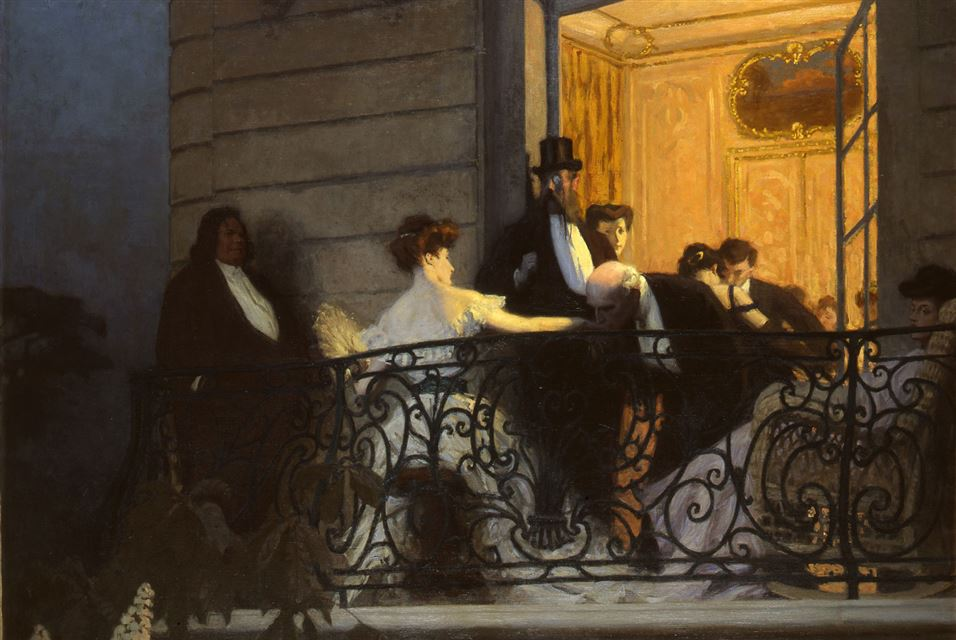
El Balcón (1905-1906), Museo de Bellas Artes de Caen.
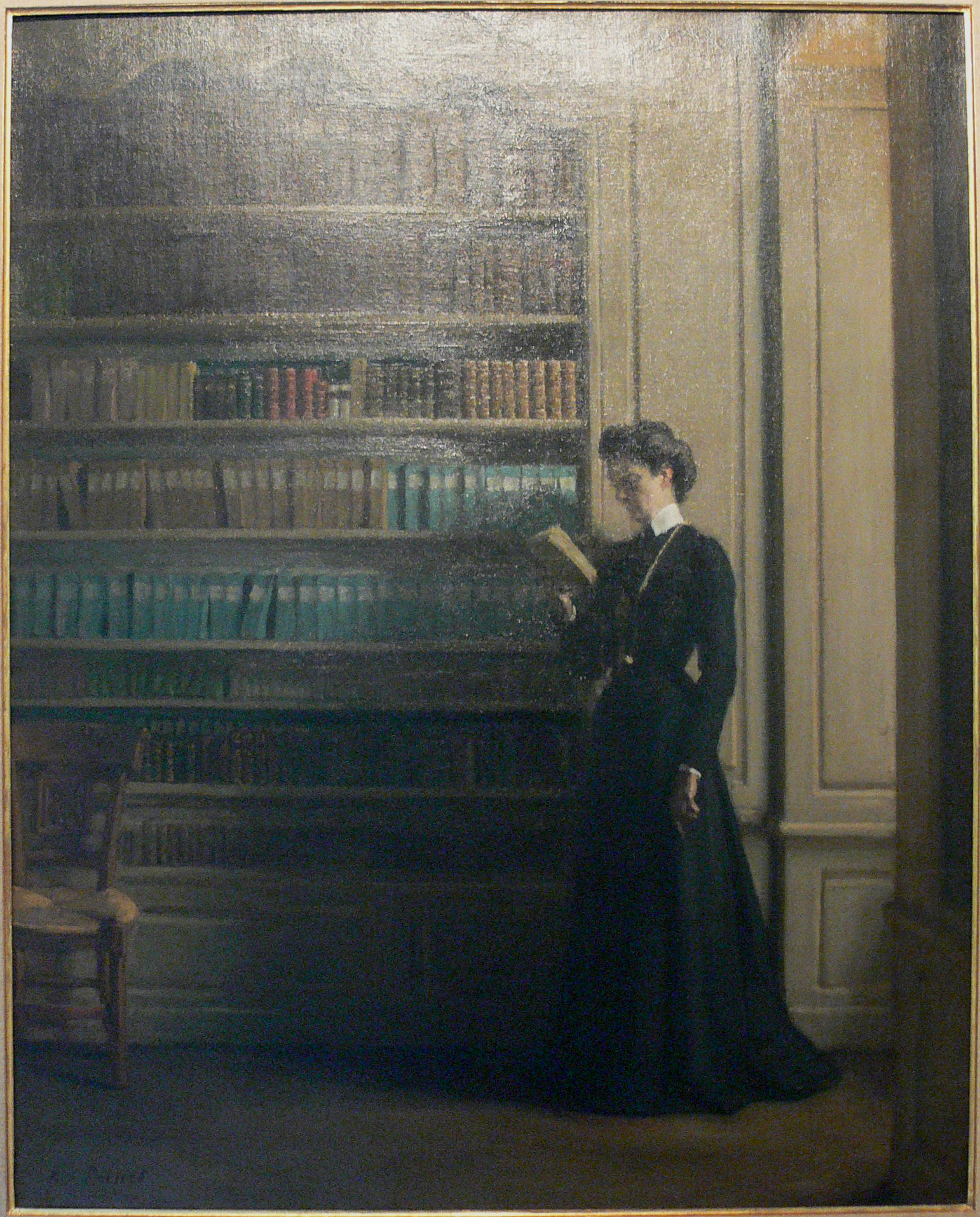
La Biblioteca (ca. 1906), aceite sobre tela, Vesoul, museo Georges-Garret.

## Exposiciones
- 1885 : Salón de los artistas franceses donde expone Jésus Niño. Expone en este Salón hasta en 1889.
- 1890 : Salón de la Sociedad nacional de los guapos-artes, donde expone hasta en 1922.
- 1891 : París, galería Durand-Ruel.
- 1897 : exposición de los pintores francos-comtois a París, galería Durand-Ruel.
- 1900 : Décennale de la Exposición universal de París.
- 1901 :
  - La Sonate a Kreutzer, « El Arte francés contemporáneo » de la Unión artística Wurtembourgeoise de Stuttgart ;
  - La Convalescence y el Cuarto blanco, Instituto Carnegie de Pittsburgh ;
  - La Parte de tric-trac y La Mujer a la rosa, Exposición internacional de Dresde ;
  - Entre amigas, Biennale de Venecia.
- 1902 : La Parte de tric-trac, Karlsruhe.
- 1906 : Salón Gris y El Comedor, exposición de arte francés contemporáneo de Estrasburgo.
- 1909 :
  - Sobre la playa, exposición del arte francés a Montreal ;
  - Entre amigas, Sociedad real de Bruselas.
- 1911 :
  - exposición y venta del Monasterio de San Francisco de Asís a la Exposición internacional de los guapos-artes a Roma ;
  - los Amazones y el Passeur, #15.º  del Instituto Carnegie a Pittsburgh y a la Buffalo Arte Academy.
- 1912 : un conjunto de los œuvres de Prinet está presentado a la exposición de los artistas contemporáneos d'Anvers.
- 1913 : expone a la #17.º  del Instituto Carnegie de Pittsburgh Los Caballeros e Interior de comedor.
- 1914 : el Escritor, #18.º  de Pittsburgh.
- 1920 :
  - exposition conjointe avec Ménard, Simon, Aman-Jean et Besnard au 1.er Salon des artistes français de Bruxelles ;
  - Música de cuarto, #21.º  de Pittsburgh.
- El Baño, Público Arte Galleries a Brighton.
- 1926 ;
  - exposición con André Dauchez a la galería Georges Petit a París ;
  - La Biblioteca, #24.º  de Pittsburgh.
- 1929 :
  - La Réprimande, pabellón francés a la Biennale de Venecia ;
  - exposición con René Ménard a la galería de los Artistas franceses a Bruselas.
- 1937 : expone en el 1.º Salón nacional independiente fundado por André Dauchez.
- 1938 :
  - cuatro telas en el Salón nacional independiente ;
  - cuatro telas en el Salón de las Tullerías.
- 1940 :
  - una tela en el Salón nacional independiente ;
  - dos telas en el Salón de las Tullerías.
- 1941 : cuatro telas en el Salón de las Tullerías.
- 1942 : seis telas en el Salón de los Tullerías.
- 1944 : dos pinturas en el Salón de las Tullerías.
- 1948 : retrospectiva al palacio de Tokio del « Grupo de Amigos » : Aman-Jean, Besnard, Denis, Ménard, Simon y Prinet (dos telas).
- 1986 : retrospectivas a los museos de Belfort y Vesoul y al museo Bourdelle a París.